# Club Deportivo Raqui San Isidro
El Club Deportivo Raqui San Isidro es un club de fútbol de San Isidro, localidad del municipio de Granadilla de Abona en el sur de la isla de Tenerife (Canarias, España). Fue fundado en 1969 y actualmente compite con un equipo sénior en Primera Regional manteniendo las categorías de la base.

## Historia
El club se fundó oficialmente en verano de 1969 en el momento en el que se federó para jugar en Tercera Regional. Sin embargo la historia del conjunto sureño se remonta a la década de los cincuenta, época en la que en San Isidro existían dos clubs, el Raqui y el San Isidro, que competía en una explanada de tierra a la entrada del pueblo. Con el paso de los años el Raqui fue perdiendo fuerza frente a su rival y desapareció. En 1969 se consigue federar al San Isidro con la denominación de Club Deportivo San Isidro, pero ante la existencia de un club en tierras peninsulares con idéntico nombre se acordó inscribir al equipo como  Club Deportivo Raqui San Isidro, en recuerdo a los inicios del fútbol en el barrio.
En la temporada 1975/76 logró ascender a Segunda Regional y diciseis años después, en la 1991/92, consiguió alcanzar la Primera Regional. En la temporada 94/95 debutó en Preferente, máxima categoría regional, disputando tres temporadas en este nivel. En 1996/97 logró un nuevo ascenso, llegando por primera vez en su historia a categoría nacional. Se mantuvo en la Tercera División las siguientes siete campañas, siempre finalizando en la primera mitad de la tabla. En 2004/05 se clasificó para disputar los play off de ascenso a Segunda División B al terminar segundo en la clasificación. Superó dos eliminatorias a doble partido, primero contra la AD Laguna y más tarde con la SD Tenisca, llegando de esta manera a la categoría de bronce del fútbol español.

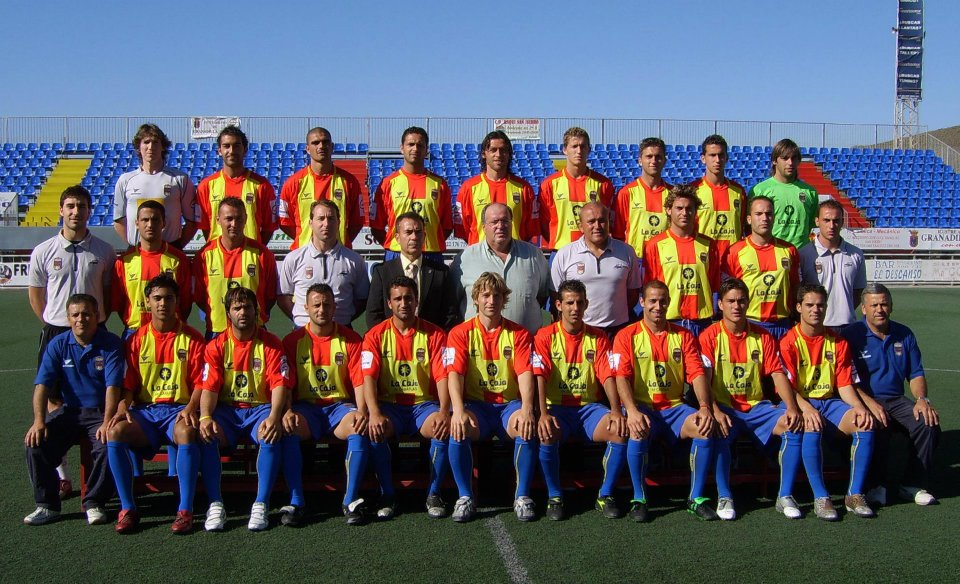
Foto oficial de la temporada 2005/06, la primera del club en Segunda B

Su estreno en Segunda división B no fue bueno y no logró mantener la categoría al finalizar la temporada en la antepenúltima posición de su grupo. En la siguiente campaña logró nuevamente el ascenso imponiéndose en la promoción, en esta ocasión, al Caravaca CF y al Atlético Monzón. Pero nuevamente no pudo de mantener la categoría, quedando colista, y además descendió a Preferente por impagos. Tras este duro golpe, en 2008/09 quedó segundo en la Regional Preferente pero perdió la promoción de ascenso frente a la UD Teror Balompié. En 2009/10 repitió puesto en la clasificación y, esta vez si, consiguió volver a Tercera después de ganar la promoción de ascenso ante el Estrella CF. En la temporada 2010/11 no puede salvarse y el equipo regresó a Regional Preferente, pero volvió a Tercera División al acabar primero la campaña siguiente.
Conquistó la Copa Heliodoro Rodríguez López consecutivamente en las temporadas 1998/99 y 1999/00, al vencer en ambas ocasiones a la Unión Deportiva Orotava.  
Pedro Rodríguez Ledesma se formó en este club, llegando incluso a debutar con el primer equipo en Tercera División, antes de ser fichado por el Fútbol Club Barcelona. El Raqui San Isidro recibiría algo más de cuatrocientos mil euros en concepto de derechos de formación, beneficiándose así del traspaso de Pedro al Chelsea Football Club en el verano de 2015.

## Uniforme
- Uniforme titular: camiseta a rayas verticales rojas y amarillas, pantalón azul y medias azules.
- Uniforme alternativo: camiseta azul, pantalón blanco y medias azules.

## Estadio
El Raqui San Isidro juega sus partidos como local en el estadio de La Palmera que cuenta con una capacidad para unos 2700 espectadores.

## Todas las temporadas
| Temporada | División     | Posición | Copa del Rey |
| --------- | ------------ | -------- | ------------ |
| 1973/74   | 2.ª Regional | 7°       |              |
| 1974/75   | 2.ª Regional | 11°      |              |
| 1975/76   | 2.ª Regional | 10°      |              |
| 1976/77   | 2.ª Regional | 13°      |              |
| 1977/78   | 2.ª Regional | 10°      |              |
| 1978/79   | 2.ª Regional | 12°      |              |
| 1979/80   | 2.ª Regional | 11°      |              |
| 1980/81   | 2.ª Regional | 15°      |              |
| 1981/82   | 2.ª Regional | 7.º      |              |
| 1984/85   | 2.ª Regional | 2.º      |              |
| 1985/86   | 2.ª Regional | 4.º      |              |
| 1986/87   | 2.ª Regional | 4.º      |              |
| 1987/88   | 2.ª Regional | 8°       |              |
| 1988/89   | 2.ª Regional | 3.º      |              |
| 1989/90   | 2.ª Regional | 10°      |              |
| 1990/91   | 2.ª Regional | 8.º      |              |
| 1991/92   | 2.ª Regional | 1º       |              |
| 1992/93   | 1.ª Regional | 3.º      |              |
| 1993/94   | 1.ª Regional | 1º       |              |
| 1994/95   | Preferente   | 3.º      |              |
| 1995/96   | Preferente   | 9.º      |              |
| 1996/97   | Preferente   | 1º       |              |
| 1997/98   | 3.ª División | 7.º      |              |
| 1998/99   | 3.ª División | 5.º      |              |
| 1999/00   | 3.ª División | 5.º      |              |

| Temporada | División      | Posición    | Copa del Rey |
| --------- | ------------- | ----------- | ------------ |
| 2000/01   | 3.ª División  | 4.º         |              |
| 2001/02   | 3.ª División  | 6.º         |              |
| 2002/03   | 3.ª División  | 7.º         |              |
| 2003/04   | 3.ª División  | 6.º         |              |
| 2004/05   | 3.ª División  | 2.º         |              |
| 2005/06   | 2.ªDivisión B | 18.º        |              |
| 2006/07   | 3.ª División  | 2.º         |              |
| 2007/08   | 2.ªDivisión B | 20.º        |              |
| 2008/09   | Preferente    | 2.º         |              |
| 2009/10   | Preferente    | 2.º         |              |
| 2010/11   | 3.ª División  | 19.º        |              |
| 2011/12   | Preferente    | 1º          |              |
| 2012/13   | 3.ª División  | 17.º        |              |
| 2013/14   | 3.ª División  | 18.º        |              |
| 2014/15   | Preferente    | 2.º         |              |
| 2015/16   | Preferente    | 11.º        |              |
| 2016/17   | Preferente    | 7.º         |              |
| 2017/18   | No compitió   | No compitió |              |
| 2018/19   | 2.ª Regional  | 1º          |              |
| 2019/20   | 1.ª Regional  | 3.º         |              |
| 2020/21   | Preferente    | 13.º        |              |
| 2021/22   | 1.ª Regional  | 3.º         |              |
| 2022/23   | 1.ª Regional  | 10.º        |              |
| 2023/24   | 1.ª Regional  | 1.º         |              |
| 2024/25   | Preferente    |             |              |

### Datos del club

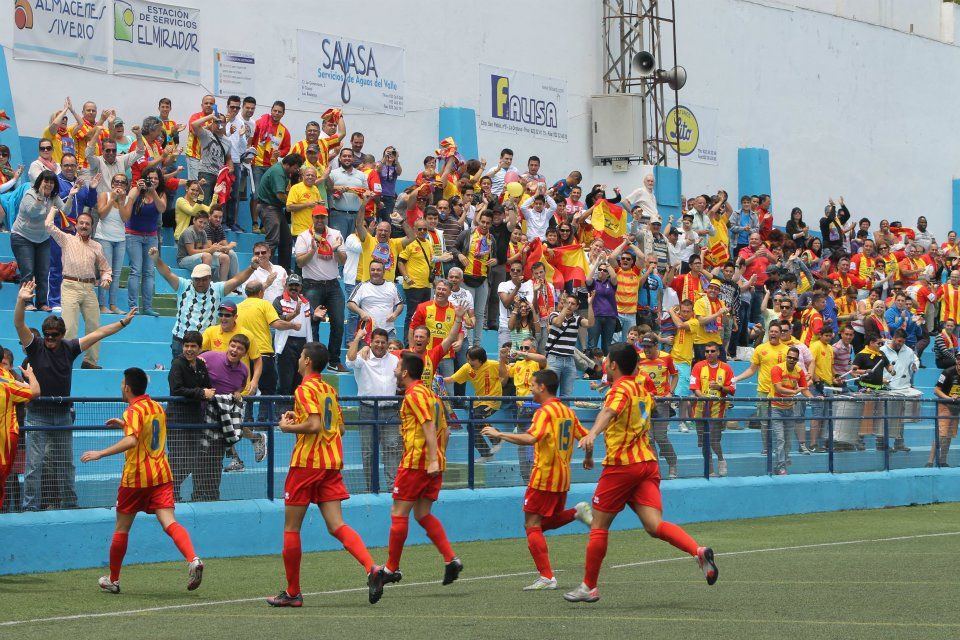
Los jugadores corren a celebrar un gol con la afición desplazada hasta el Estadio Los Príncipes para el último partido de la temporada 2011/12. La victoria por 0-2 ante la Unión Deportiva Realejos le valió el título de Preferente así como el ascenso a Tercera División.

- Temporadas en Segunda División B: 2
- Temporadas en Tercera División: 12
- Temporadas en Preferente: 11
- Temporadas en Primera Regional: 6
- Temporadas en Segunda Regional: 18

## Palmarés

### Trofeos regionales
- Copa R.F.E.F. (Fase Autonómica de Canarias) (2): 2000-01, 2002-03
- Copa Heliodoro Rodríguez López (2): 1998/99, 1999/00.[17]
- Preferente de Tenerife (2): 1996/97, 2011/12.[18]

## Otras secciones

### Fútbol sala femenino
En 2012 el club incorpora a su estructura un equipo de fútbol sala femenino que milita en el grupo II de la Segunda División del fútbol sala femenino español.